# Сирийские евреи
Сирийские евреи — потомки евреев, поселившихся на территории современной Сирии в VI веке до нашей эры. В конце XV века к ним присоединились испанские сефарды, прибывшие в Сирию по приглашению османского султана. Имели развитую культуру, которая появилась в результате смешения испанских и традиционных культурных особенностей еврейского народа. В Израиле имеют отдельную религиозную общину. С древнейших времён евреи состоявляли один из важнейших слоёв сирийского общества.

## История

### Доисламский период
Евреи начали селиться на территории Сирии с VI века до н. э. С 539 года она находилась под властью персидской династии ахеменидов. По сообщению Иосифа Флавия, персидский царь Ксеркс приказал Эзре назначить еврейских судей для религиозного судопроизводства для всей территории ахеменидской державы.
В 333 году до нашей эры Сирия была завоёвана Александром Македонским, который даровал евреям новые привилегии, а также подтвердил их право на старые. После распада державы Александра Сирия стала важным центром селевкидского государства, которое ни в чём не притесняло иудейское население. При селевкидах еврейское население стремительно росло и процветало, этому способствовало дарование Селевком I Никатором евреям равных гражданских прав с эллинами, хотя при последующих селевкидских царях положение евреев существенно разнилось.
В 64 году до н. э. Сирия находилась под владычеством Рима, а её наместник также отвечал за Иудею. По свидетельствам современников, еврейское население того периода было весьма многочисленным, во многом подобная демографическая тенденция складывалась за счёт прозелитизма. Даже наместники Сирии находились под влиянием иудаизма. Несмотря на это, с началом иудейской войны в Сирии вспыхнули антиеврейские беспорядки. Всё население Дамаска — более 10 тысяч человек — было вырезано. Жители Антиохии требовали императора Тита лишить евреев всех привилегий и изгнать всех иудеев из города, но император оставил данное прошение без внимания.
Спустя полтора столетия еврейская жизнь бурлила во всех крупных городах Сирии, в том числе и в Дамаске, где евреи смогли восстановиться после тяжелейших погромов. Сирийские иудеи поддерживали связи как с Эрец-Исраэль и местной общиной, так и с вавилонскими изгнанниками.
В первом веке нашей эры Сирия стала важным центром христианства. Именно в Сирии приступил к своей миссионерской деятельности христианский апостол Павел. В 325 году христианство стало государственной религией Римской империи. Это ни в коей мере не могло положительно сказаться на жизни еврейских общин, в том числе и сирийской. Начались гонения и преследования евреев на религиозной почве. Например, в 423 году на праздник Пурим христиане Антиохии устроили резню и убили многих членов местной еврейской общины. Поводом для погрома послужило убийство христианского мальчика, в котором обвинили евреев. В истории это стало одним из самых ранних случаев кровавого навета. При царствовании византийского императора Фоки гонения на евреев усилились. Он попытался силой обратить евреев в христианство, но столкнулся с сильным сопротивлением. В Антиохии, — центре еврейской жизни Сирии, вспыхнуло еврейское восстание, которое было безжалостно подавлено, почти все евреи были убиты, а остальные изгнаны из города.
В 610 году Сирия переходит под контроль сасанидов, которые хорошо относились к евреям. В основном, иудейское население Сирии поддержало завоевателей, за что после перехода этих территорий под контроль византийцев жестоко поплатилось.

### Период халифатов и султанатов
В 634—636 году Сирию заняли арабы, и положение евреев значительно улучшилось. В 661 году Дамаск становится столицей Омейадской державы, а иудеи становятся приближёнными халифов. Но с приходом к власти аббасидов в 750 году положение евреев Сирии резко ухудшается. Аббасидские халифы вводят Омаровы законы, а евреи подвергаются притеснениям, их настойчиво побуждают принимать ислам.
В целом, во время правления аббасидов еврейское населения Сирии и халифата пострадало весьма серьёзно. Статус и отношение к не мусульманам в мусульманском обществе варьировалось в зависимости от времени и места.
В 969 году Сирия попала под управление фатимидов. Их политика по отношению к иудеям была непостоянной и отличалась своеобразием. Сначала фатимидские халифы даровали евреям привилегии, покровительствовали им, а затем всё отбирали, уничтожали синагоги, насильно обращали евреев в ислам, после этого, через несколько лет они отменяли свои варварские распоряжения, возвращали имущество и синагоги.
В 1174 году Сирия находится под властью Салах ад-Дина. При нём и его потомках, образовавших династию айюбидов, еврейские общины достигли огромного культурного и экономического расцвета. Во многом это результат дальновидной политики айюбидов и их веротерпимости. При них евреи занимали высшие государственные должности, а среди окружения султанов находилось немало просвещённых евреев, в том числе: врачи, поэты и учёные. Примером может служить Моше бен-Маймон, который был личным врачом Саладдина и его семьи.
В 1260 году монголы опустошили Сирию, однако иудеев и христиан пощадили. В этом же году страна перешла под власть мамлюков, которые постепенно начали подвергать репрессиям еврейское население страны. В конце XIII века и начале XIV мамлюкские султаны сместили евреев с государственных должностей, но из-за нехватки квалифицированных служащих отменили своё распоряжение. Позже был возвращён ряд старых предписаний, которые должны были подчеркнуть второсортность евреев — еврейки должны были носить туфли разного цвета, а мужчины должны были подавать сигнал свистком при входе в общественные места. Исламские фанатики не гнушались возводить кровавые наветы, обещая не подвергать наказанию тех, кто перейдёт в ислам. В 1392 году иудеев обвинили в поджоге главной мечети Дамаска, одного подозреваемого сожгли заживо, а главы общины были подвергнуты пыткам.
В начале XV века сирийские евреи пережили вторжение Тамерлана, который опустошил ряд сирийских городов, в том числе сжёг Дамаск и подверг истреблению множество евреев. В Самарканд были уведены почти все ремесленники и мастера, еврейская община лишилась одних из лучших и образованных своих членов. Некоторые общины так и не возродились.
В XVI веке еврейская жизнь начала возрождаться. Недалеко от Дамаска, в местечке под названием Джаубар, проживало около 500 семей, имевших свою собственную большую синагогу.

### Мухаммад-Али и современный период
С 1832 года по 1840 год Сирия управляется египетским правителем Мухаммедом Али. Хотя большую часть государственных должностей занимали христиане, иудеи Сирии держали в своих руках капитал. Это не могло не вызывать зависти христиан, которую усиливал религиозный фанатизм. При Мухаммед Али евреи были уравнены в правах с мусульманами, хотя это не обеспечило им абсолютной безопасности.
К 1920 году Сирия становится подмандатной территорией Франции, а крупные еврейские общины, общей численностью менее 20 тысяч человек, сохранились только в Халебе, Дамаске и в Камышлы. Продолжается еврейская эмиграция в Эрец-Исраэль. С 1919 года по 1948 в подмандатную Палестину переселилось около 9 тысяч евреев Сирии.
В Сирии с начала 1920-х годов действовали многочисленные сионистские организации: Бейтар, Маккаби, Хе-Халуц, Лев-Эхад, Ха-Цви. Но постепенно их деятельность снижается.
С 1943 года Сирия является суверенным государством. Накануне провозглашения арабского и еврейского государств в Сирии проживало 16 тысяч евреев. После раздела Палестины на два государства евреев Сирии захлестнула волна жестокого насилия. В Халебе произошёл крупный погром, все синагоги были сожжены, никого не щадили. В 1949 году арабские фанатики подвергли разрушению еврейский квартал Дамаска. Под влиянием этих событий Сирию покинуло 10 тысяч человек.
В 1950 году власти Сирии перестали выпускать евреев из Сирии. Евреи не могли продавать свою недвижимость, их финансовые учреждения конфисковались. Многих бросали в тюрьму без суда и следствия и подвергали пыткам. Они потеряли право свободно передвигаться по территории города, за ними следили. Часто их терроризировали палестинские арабы, бежавшие из Израиля. К 1970-м годам их положение немного улучшилось, был отменён ряд варварских законов, им разрешили эмигрировать в любую страну, кроме Израиля. Почти все они уехали. В начале 2000 годов в Сирии оставалось менее 100 евреев, в основном это люди пожилого возраста.
Перед началом гражданской войны в Сирии оставалось примерно 50 евреев. По состоянию на 2016 год официально в Сирии проживало 18 евреев. По неофициальным данным, только в Дамаске живут до 900 евреев.

## Культура
Основными занятиями сирийских евреев были торговля и ремесло. Они заведовали местной торговлей и финансовыми операциями. Их искусство в изготовлении стекла, дублении кожи и покраске тканей было известно далеко за пределами Сирии. Многочисленные военные конфликты, смена династий и неприязнь соседей неблагоприятно сказались на развитии ремесла, и постепенно оно исчезло.